# Gozón
Gozón is een gemeente in de Spaanse provincie en regio Asturië met een oppervlakte van 81,73 km². Gozón telt 10.534 inwoners (1 januari 2016).

## Demografische ontwikkeling
Bron: INE; 1857-2011: volkstellingen